# نهر باريتو

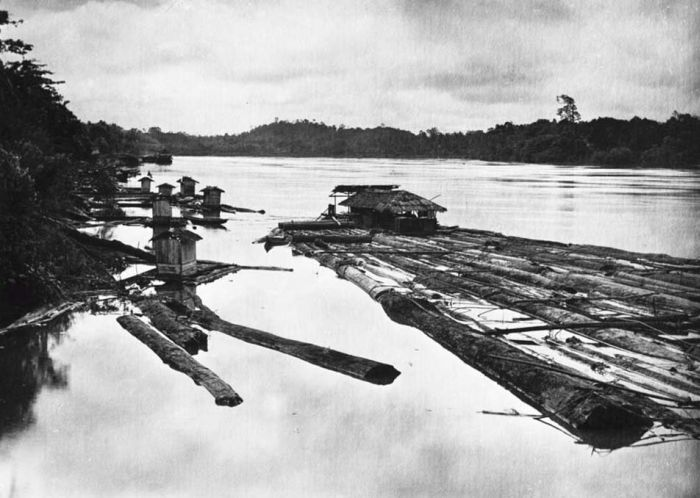
طفو الشجر على نهر باريتو مع السكن للعاملين (حوالي 1905-1914)

نهر باريتو هو نهر طويل طوله 890 كيلومترا (550 ميل) مع مستجمع مائي من مساحة 100,000 كيلومتر مربع (39,000 ميل مربع)، يبلغ متوسط تصريف النهر 194,230 قدم مكعب في الثانية (5,500 متر مكعب / ثانية)، وتقع في كليمنتان الجنوبية، إندونيسيا. مصدره في سلسلة جبال مولر حيث يتدفق جنوبا إلى بحر جاوة. رافده الرئيسي هو نهر مارتابورا
ويمر عبر مدينة بنجرماسين.
هذا النهر هو موقع أقرب لغة للغة الملغاشية في أفريقيا، التي تنتمي إلى لغة الماياين للشعب الداياك، حيث وصل المستوطنون في مدغشقر (ويفترض في موجات) من القرن3 إلى القرن 10 التي يتتبعها سكان الجزيرة حاليا إلى حد كبير أصولها.

## معرض صور

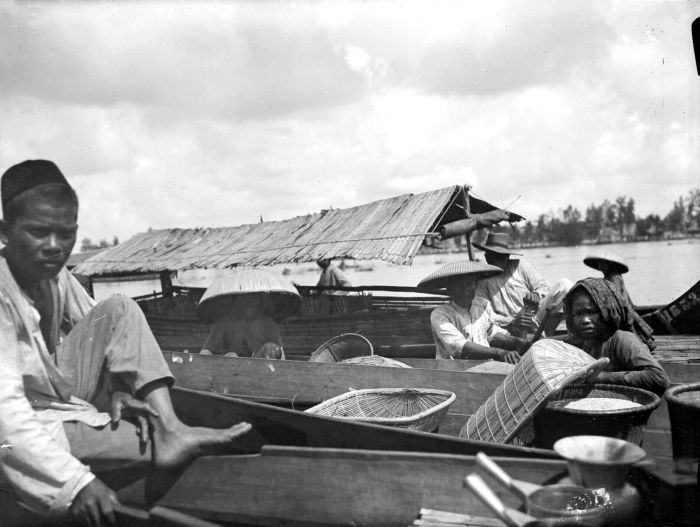
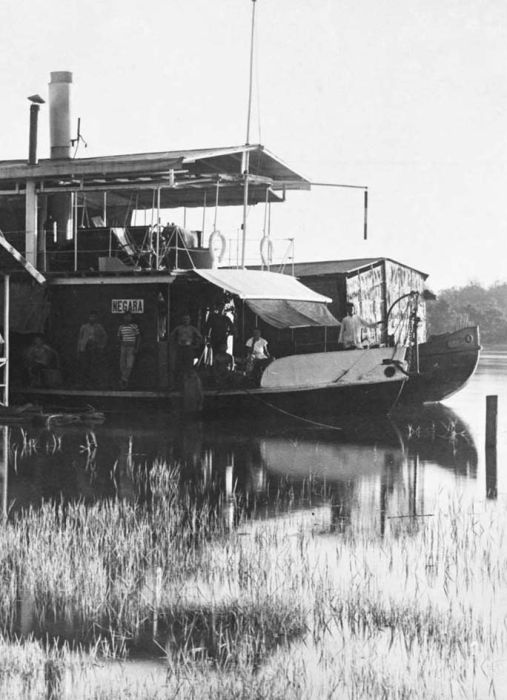
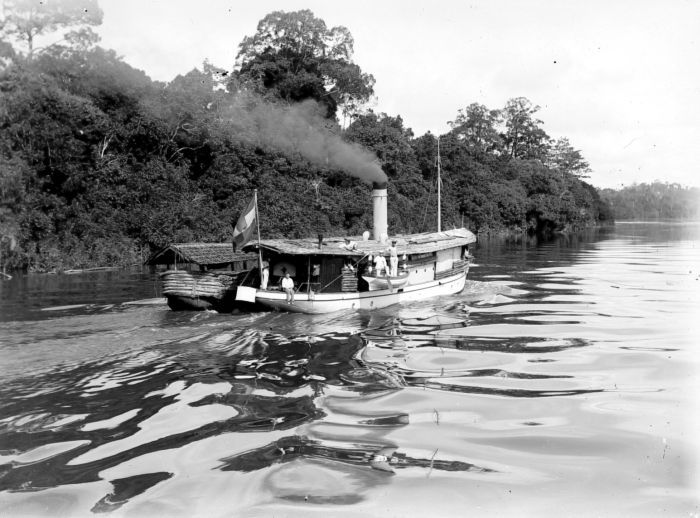